# Лев IX
Лев IX (лат. Leo PP. IX; в миру граф Бруно фон Эгисхайм-Дагсбург; нем. Bruno von Egisheim-Dagsburg; 21 июня 1002, Эгисхайм, Эльзас — 19 апреля 1054, Рим) — Папа Римский с 12 февраля 1049 года. Причислен Римско-католической церковью к лику святых. День памяти — 19 апреля.

## Биография

### Ранние годы
Бруно родился в Валенбурге (Верхний Эльзас, ныне Франция), одном из трёх замков Гог-Эгисгейма, в семье Гуго VI Нордгау-Эгисгейма и его жены Гейльвиг (Гедвиг) из лотарингского рода Дагсбургов. Дед Бруно по отцу, граф Гуго IV, приходился родным братом Адельгейд Метц из рода Матфридингов или Этихонидов, матери императора Конрада II и бабушке императора Генриха III из Салической династии (1039—1056), приходившегося Бруно, таким образом, троюродным братом. Бруно также был одним из последних представителей династии Этихонидов. Будущий Лев IX был епископом в Туле (с 1026). На этой должности он оказал важные политические услуги Конраду II и Генриху III. Он также стал широко известен как искренний сторонник реформирования церкви в духе Клюнийского движения.

### Понтификат

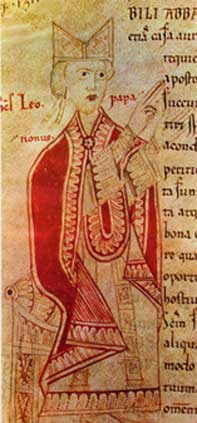
Папа Лев IX

После смерти папы Дамасия II в 1048 году, благодаря влиянию императора Генриха III, Бруно был избран новым папой на синоде в Вормсе. И император, и римские делегаты согласились с выбором. Тем не менее, Бруно, по-видимому, выступал за каноническое избрание и заявил, что он должен сначала прибыть в Рим и быть избранным духовенством и народом Рима. Вскоре после Рождества он встретился с аббатом Гуго Клюнийским в Безансоне, где к нему присоединился молодой монах Хильдебранд, который впоследствии стал папой Григорием VII. Прибыв в паломнической одежде в Рим в феврале следующего года, Бруно был принят с большим радушием и рукоположен под именем Льва IX.

Лев положил начало спорам по поводу инвеституры и безбрачия духовенства. Он был ярым сторонником реформы церкви. Не выступая против назначения королём епископов и аббатов, основные усилия сосредоточил на подъёме морального уровня духовенства. Проявил себя решительным борцом с симонией, обусловленной на тот момент практикой светской инвеституры. Уже в апреле 1049 г. созвал собор в Риме, который сместил ряд епископов. В октябре 1049 г. созвал собор в Реймсе. В Реймском соборе он повелел выставить на алтаре гроб с мощами св. Ремигия, окрестившего Хлодвига I. 

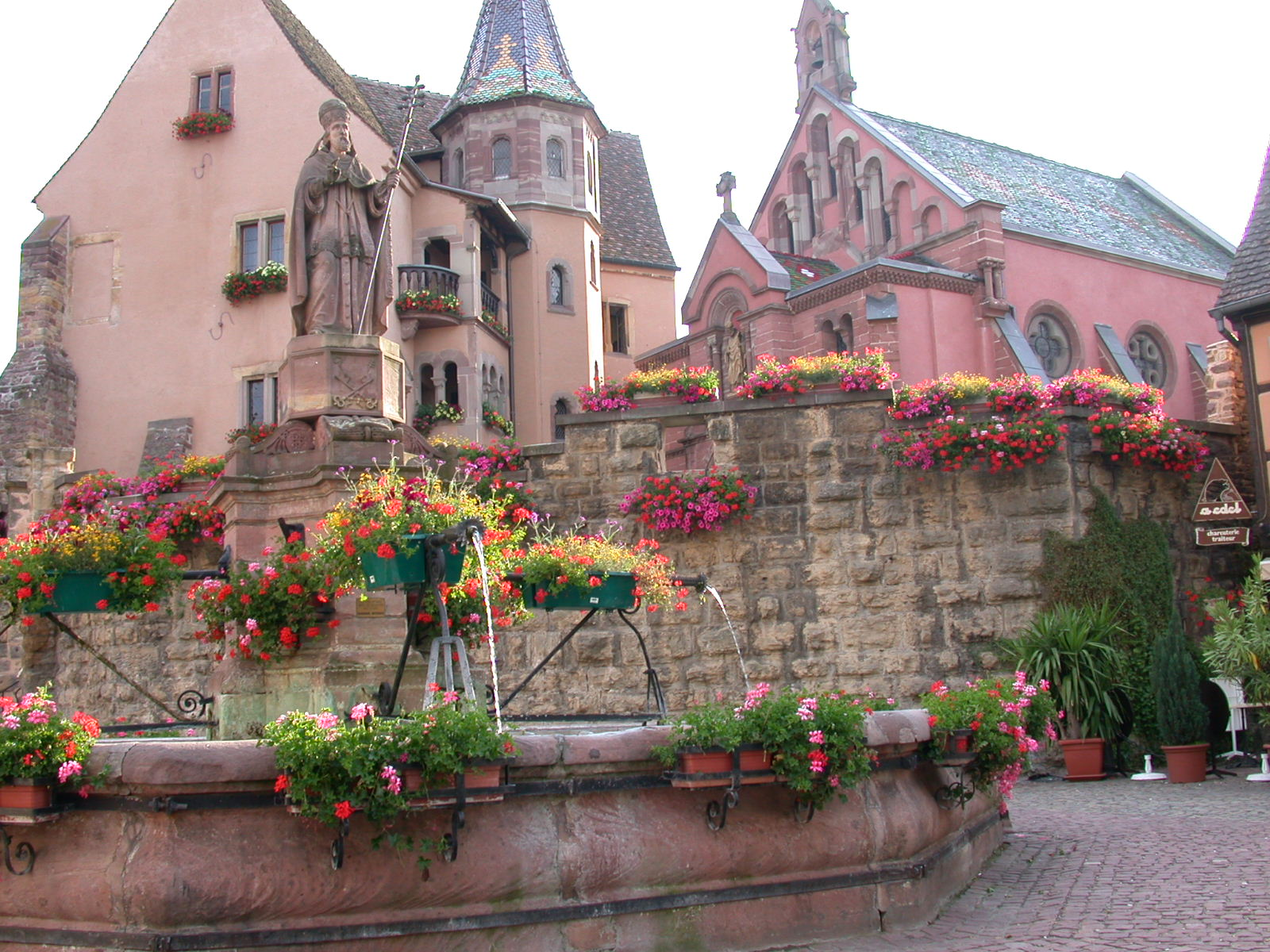
Памятник папе Льву IX в Эгисхайме, Эльзас

Каждый из присутствовавших на соборе епископов и аббатов должен был поклясться перед этими мощами, что он невиновен в грехе симонии.
После прибытия в Рим он провёл ещё один пасхальный синод 29 апреля 1050 года. Он был посвящён в основном полемике по поводу учения Беренгара Турского. В том же году он председательствовал на провинциальных соборах в Салерно, Сипонто и Верчелли, а в сентябре отбыл в Германию. Вернувшись, он провел третий пасхальный синод, на котором поставил вопрос о возвращении в лоно церкви тех, кто был рукоположен симонистами.
В постоянном страхе нападения норманнов на юг Италии византийцы призвали папу противостоять им. После четвёртого пасхального синода в 1053 году Лев IX выступил против норманнов на юге с армией из итальянских и швабских наемников. Войска папы были разбиты в битве при Чивитате 15 июня 1053 года, а папа оказался в почетном плену до марта 1054 года в Беневенто, пока он не признал завоевания норманнов в Калабрии и Апулии. Вскоре после возвращения в Рим он умер 19 апреля 1054 года.

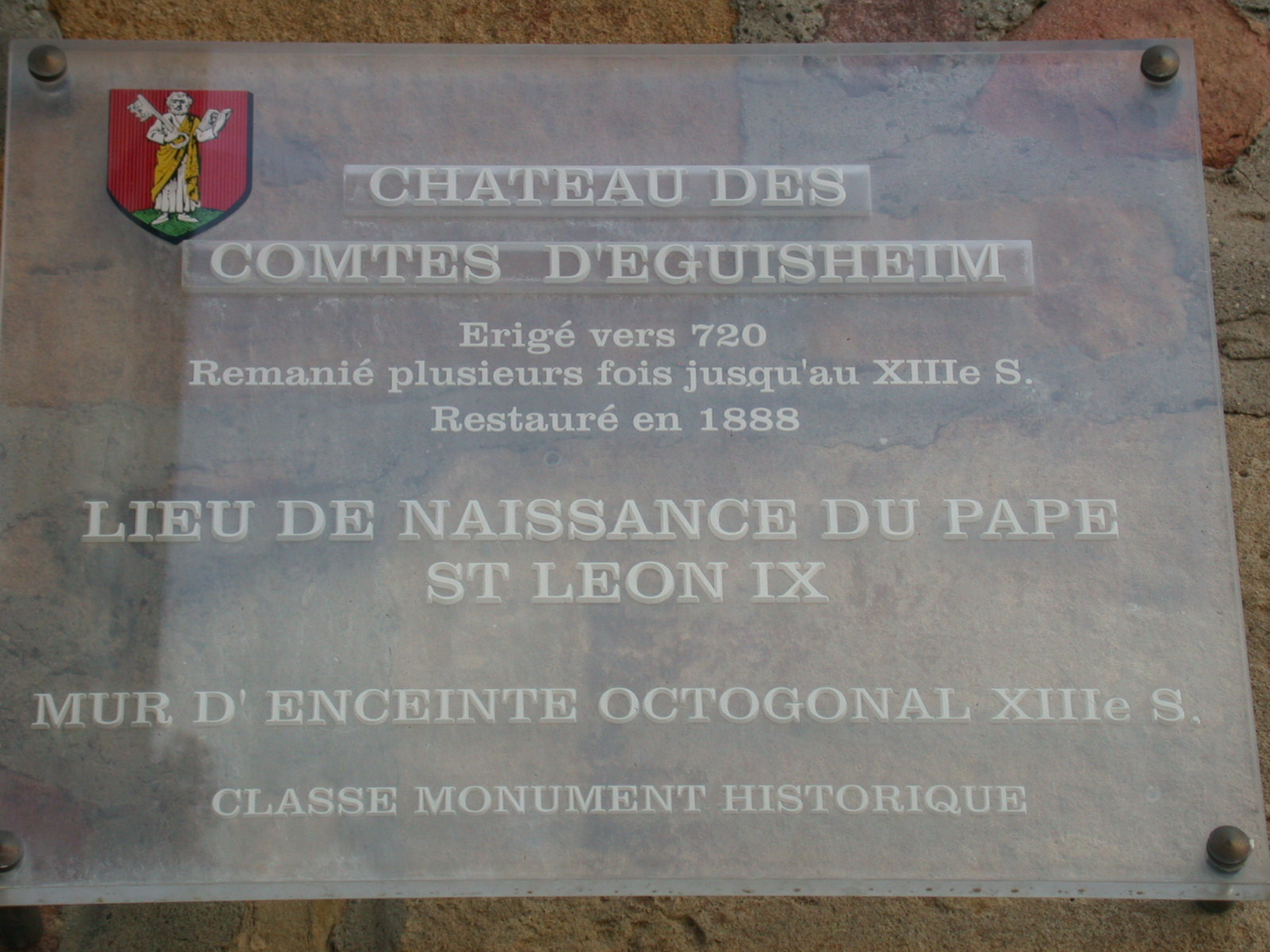
Мемориальная доска на стене замка Эгисхайм в Эльзасе, месте рождения папы Льва IX.

Лев IX впервые ввёл в коллегию кардиналов неитальянцев, являвшихся сторонниками церковной реформы. Лев IX был первым из пап, кто после 250-летнего перерыва отважился совершить поездки к северу от Альп. Стремление Льва IX подчинить себе юг Италии, находившийся под церковной юрисдикцией константинопольского патриарха, но в то же время и получить при этом военную помощь в борьбе с норманнами или от Византии, или от конфликтовавшей с Византией Руси послужило толчком к острому конфликту с византийской церковью, вылившемуся в Великий Раскол.
За начавшимся вытеснением византийского чина богослужения в церквях южной Италии латинским обрядом последовало закрытие в 1053 году латинских церквей в Константинополе по распоряжению патриарха Михаила Керулария, при котором его «канцлер» Никифор выбрасывал из дарохранительниц Святые Дары, приготовленные по западному обычаю из пресного хлеба, и топтал их ногами.
В 1054 году римский папа Лев IX Эгисгейм-Дагсбург послал в Константинополь легатов во главе с кардиналом Гумбертом Сильвой-Кандидой, уроженцем Миттельмюнстера (Муайенмутье, Бургундия), и Фридрихом Лотрингеном для разрешения конфликта. Однако посольству не удалось добиться повиновения патриарха и через три месяца после смерти Льва IX 16 июля 1054 года в соборе Святой Софии папские легаты анафематствовали Керулария и всех его приверженцев, то есть всю Восточную Церковь. В ответ на это 20 июля собранный под председательством патриарха собор предал анафеме, в отличие от папских легатов, не всех западных христиан, но только самих легатов и их послание, написанное Гумбертом, имевшим на то полномочия от папы, уже покойного. Так произошел раскол Церкви.